# Peschiera Borromeo
Peschiera Borromeo (Peschera Borromee in dialetto milanese, AFI: [pɐˈskeːra buruˈmeː], e semplicemente Peschiera fino al 1863) è un comune italiano sparso di 24 334 abitanti della città metropolitana di Milano in Lombardia.  
La sede comunale si trova nel quartiere di Bettola.

## Geografia fisica

### Territorio
Il suo territorio, pur rientrando in larga parte all'interno del parco agricolo sud Milano, da qualche decennio non ha più una vocazione agricola. Si è infatti sviluppato un importante centro residenziale con una forte connotazione produttiva: importante la centrale del latte, la produzione di pasta fresca, informatica e chimica oltre ad un fiorente tessuto formato da piccole e medie industrie.

È un paese molto ricco, tra i primi in Italia per reddito procapite: lo dimostrano l'alto valore degli immobili e la fattura di questi.
Dal punto di vista ambientale sono molto importanti il bosco del Carengione, in origine riserva di caccia dei conti Borromeo, ora area protetta parte del Parco Agricolo Sud Milano, e le ancora molte risorgive presenti nella campagna circostante l'abitato, come il Fontanile Gambarone nel quartiere di San Bovio.
Il quartiere di Linate dà il nome all'aeroporto di Milano-Linate, il cui sedime ricade nei comuni di Peschiera Borromeo, di Segrate e di Milano.
Nonostante l'aeroporto e l'adiacente idroscalo abbiano creato una barriera in direzione nord-sud che ha contribuito a limitare lo sviluppo urbanistico preservando vaste aree verdi all'interno del territorio comunale, almeno in confronto ad altri comuni della prima cintura del circondario milanese, questo è stato comunque tumultuoso, e non privo di problematiche per le amministrazioni comunali che si sono succedute.

### Clima
Il clima è molto umido in tutte le stagioni a causa dei numerosi campi coltivati dislocati nelle vicinanze. In inverno la temperatura arriva di rado a punte di 7 gradi sotto lo zero, mentre in estate, piuttosto afosa e poco ventilata, supera anche i 35 gradi.

## Storia
In epoca romana Peschiera Borromeo era attraversato da un'importante strada romana, la via Regina, che collegava il porto fluviale di Cremona (la moderna Cremona) con Clavenna (Chiavenna) passando da Mediolanum (Milano). Durante il medioevo la zona di Peschiera era importante per il commercio del sale che risaliva il Lambro e passando per il monastero arrivava a Milano.
Non si sa molto della nascita di Peschiera Borromeo, ma un tempo era rigogliosa di corsi d'acqua e laghi (da qui il nome Peschiera), e sul suo territorio erano dislocate diverse cascine come Mirazzano, Biassano, Longhignara, Bettola e San Bovio.

La località più antica è quella di Mirazzano, dove sorge il castello, prima monastero e successivamente trasformata in residenza estiva dai conti Borromeo. Con la residenza dei Borromeo così lontana dalle mura di Milano, la città fu spesso invasa da altri popoli, come i francesi.
Nell'ambito della suddivisione del territorio milanese in pievi, Peschiera apparteneva alla Pieve di Mezzate. In età napoleonica (1809) fu aggregato a Peschiera il comune di Mezzate, e due anni dopo Cassignanica, Foramagno, Pantigliate e Zelo. Tutti i centri recuperarono l'autonomia con la costituzione del Regno Lombardo-Veneto. Nel 1863 Peschiera assunse il nome ufficiale di Peschiera Borromeo.
La città cominciò ad industrializzarsi dall'inizio del XX secolo, ma mantenendo un fiorente sistema agricolo basato sulle cascine. Durante la prima guerra mondiale Peschiera fu risparmiata, ma molti dei suoi abitanti perirono nel conflitto. Nel 1933 fu aggregato a Peschiera il comune di Linate al Lambro (con le località di Mezzate e Zeloforamagno), sul cui territorio era stato realizzato il primo aeroporto milanese.
Durante la seconda guerra mondiale invece le cascine furono quasi del tutto distrutte, ad eccezione di Mirazzano. Dopo la guerra Peschiera Borromeo si evolse fino a diventare quella che è oggi. Nel 1988 fu insignita del titolo di città.

### Simboli
Lo stemma e il gonfalone sono stati concessi con decreto del presidente della Repubblica del 5 agosto 1966.
Il motto latino humilitas ("umiltà")  proviene dall'emblema dell'illustre famiglia dei Borromeo. La sbarra di azzurro allude ai corsi d'acqua che attraversano il territorio: il fiume Lambro e il canale della Muzza. Il basilisco è considerato l'antico simbolo del paese poiché la leggenda narra che un esemplare albergasse anticamente nella peschiera, il bacino dove un tempo si allevavano i pesci.
Il gonfalone è un drappo di bianco.

## Monumenti e luoghi d'interesse

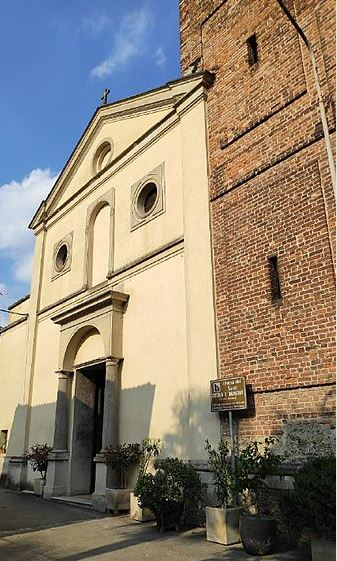
Chiesa dei santi Cosma e Damiano

Da vedere il castello dei conti Borromeo, che conserva tuttora l'acqua nel fossato che lo circonda, e tutto il borgo di Mirazzano, con le diverse cascine come la Pestazza, la cascina Fiorano e la cascina Castello a Longhignana, ubicata a poca distanza dall'oasi naturalistica delle sorgenti della Muzzetta e dalla Strada del Duca.
Nelle vicinanze del castello si trova una chiesa del XII secolo dedicata ai Santi Cosma e Damiano.

## Società

### Evoluzione demografica
- 719 nel 1751
- 869 nel 1771
- 800 nel 1805
- 994 dopo l'annessione di Mezzate nel 1809
- 1 599 dopo l'annessione di Cassignanica, Foramagno, Pantigliate e Zelo nel 1811
- 1 054 nel 1853
- 1 127 nel 1861
- 1 297 nel 1881
- 1 288 nel 1901
- 1 414 nel 1921
- 3 219 nel 1936 dopo l'annessione di Linate con Foramagno, Mezzate, Morsenchio e Zelo nel 1933

Abitanti censiti

### Etnie e minoranze straniere
Al 31 dicembre 2023 i residenti stranieri erano 1 992, pari all'8,37% della popolazione.

## Geografia antropica
Quartieri
Secondo lo statuto comunale, la città di Peschiera Borromeo è composta dai seguenti quartieri:
- Bellaria
- Bellingera
- Bettola
- Canzo
- Foramagno
- Linate
- Longhignana
- Mezzate
- Mirazzano
- Palazzetto
- Peschiera
- San Bovio
- San Felice
- San Felicino
- Zelo

## Infrastrutture e trasporti
I trasporti urbani e interurbani di Peschiera Borromeo vengono svolti con autoservizi di linea gestiti da ATM e da Autoguidovie.

## Amministrazione

Il gonfalone civico

| Periodo | Periodo | Primo cittadino    | Partito                            | Carica                  | Note          |
| ------- | ------- | ------------------ | ---------------------------------- | ----------------------- | ------------- |
| 1994    | 2004    | Marco Malinverno   | Partito Democratico della Sinistra | Sindaco                 |               |
| 2004    | 2009    | Francesco Tabacchi | centro-sinistra                    | Sindaco                 |               |
| 2009    | 2014    | Antonio Falletta   | PDL-Lega                           | Sindaco                 |               |
| 2014    | 2015    | Luca Zambon        | Partito Democratico                | Sindaco                 |               |
| 2015    | 2016    | Donatella Cera     |                                    | Commissario prefettizio |               |
| 2016    | 2021    | Caterina Molinari  | lista civica                       | Sindaco                 |               |
| 2021    | 2023    | Augusto Moretti    | centro-destra                      | Sindaco                 | [ 10 ] [ 11 ] |
| 2023    | 2024    | Stefania Accosa    | centro-destra                      | Vicesindaco             |               |